# Luděk Macela
Luděk Macela (Černolice, 3 ottobre 1950 – 16 giugno 2016) è stato un allenatore di calcio e calciatore cecoslovacco, di ruolo difensore, dal 1993 ceco.

## Carriera
Con la Nazionale cecoslovacca alle olimpiadi ha vinto la medaglia d'oro nel 1980.

## Palmarès

### Giocatore

#### Club

##### Competizioni giovanili
- Torneo di Viareggio: 2

Dukla Praga: 1970, 1972

##### Competizioni nazionali
- Campionato cecoslovacco: 3

Dukla Praga: 1976-1977, 1978-1979, 1981-1982
- Coppa di Cecoslovacchia: 1

Dukla Praga: 1981

#### Nazionale
- Oro olimpico: 1

Mosca 1980